# Kowal (nazwisko)
Kowal – jedno z najstarszych polskich nazwisk, wzmiankowane już w 1387 roku, wywodzące się od wyrazu kowal, utworzonego ze staropolskiego słowa „kować” (czyli kuć). Pochodzi od niego wiele podobnych nazwisk, na przykład bardzo popularne Kowalski, Kowalczyk i Kowalewski
Osoby noszące to nazwisko:
- Agnieszka Kowal (ur. 1979) – polska samorządowiec
- Andrzej Kowal (ur. 1971) – polski siatkarz
- Charles Kowal (1940–2011) – amerykański astronom
- Damian Kowal (ur. 1990) – poeta
- Dawid Kowal (ur. 1988) – polski skoczek narciarski
- Edmund Kowal (1931–1960) – polski piłkarz
- Eskarina Kowal – postać fikcyjna
- Grzegorz Kowal – polski dyplomata
- Jan Kowal (ur. 1967) – skoczek narciarski
- Katarzyna Kowal (1897–1942) – polska rolniczka, zabita za pomaganie Żydom podczas II wojny światowej
- Józef Kowal (1926–1942) – polski rolnik, zabity za pomaganie Żydom podczas II wojny światowej
- Jurij Kowal (1938–1995) – radziecki pisarz
- Jurij Kowal (ur. 1958) – ukraiński piłkarz
- Jurij Kowal (ur. 1980) – ukraiński zapaśnik
- Kristy Kowal (ur. 1978) – amerykańska pływaczka
- Maksym Kowal (ur. 1992) – ukraiński piłkarz
- Marian Kowal (ur. 1946) – polski polityk, poseł na Sejm X kadencji
- Matylda Kowal (ur. 1989) – polska lekkoatletka
- Michał Kowal (ur. 1975) – polski fizyk
- Ołeksandr Kowal (ur. 1974) – ukraiński piłkarz, trener
- Paweł Kowal (ur. 1975) – polski polityk
- Rafał Kowal (ur. 1970) – polski aktor i reżyser teatralny, kompozytor
- Sławomir Kowal (ur. 1972) – polski samorządowiec i przedsiębiorca
- Stanisław Kowal (1928–2001) – polski lekkoatleta trójskoczek, mistrz Polski, olimpijczyk
- Tomasz Kowal (ur. 1980) – polski strongman
- Wital Kowal (ur. 1980) – białoruski hokeista
- Wojciech Kowal (ur. 1960) – polski kapłan rzymskokatolicki, misjonarz oblat Maryi Niepokalanej
- Yoann Kowal (ur. 1987) – francuski lekkoatleta
- Zbigniew Kowal (1928–2022)  – polski profesor nauk technicznych, specjalizujący się w konstrukcjach metalowych,  bezpieczeństwie i niezawodności oraz teorii konstrukcji, były rektor Politechniki Świętokrzyskiej w Kielcach